# Tirpákok
A tirpákok (szlovákul trpák, többes szám trpáci) a magyarországi szlovákok regionálisan elkülönülő nyírségi csoportja, a 18. század közepétől kezdve Békés vármegyéből, majd középszlovák területekről betelepülő, sajátos nyelvi, szellemi, anyagi kultúrát kialakító etnikai csoport. Simkó Gyula megfogalmazásában a „Békés megyéből Nyíregyházára telepített tótajkú népet, amellyel a Felvidékről és külföldről jövő szintén tótajkú telepesek egybeolvadtak közös néven tirpákoknak nevezik”.

## Történetük
A török hódítás, illetve az ország három részre szakadása következtében a 16. század folyamán a Nyírség gyakorlatilag határterületté vált. Jóllehet, a Magyar Királyság területén maradt, de az Eger–Püspökladány-vonalon túl már az Oszmán Birodalom székelt, illetve Debrecentől délkeletre az Erdélyi Fejedelemség terült el. Így a terület állandó betörések és portyázások színterévé vált, hol a törökök, hol pedig — a későbbiekben, a Rákóczi-szabadságharc évtizede alatt — a kurucok és a labancok dúlták felváltva a nyírségi falvakat. A 18. század elejére ilyen módon Nyíregyháza megfogyatkozott lakossága mintegy 4–500 főt tett ki. Ugyanekkor került a város és az azt övező, pusztulófélben lévő gazdaságok a gróf Károlyi család birtokába. A család egyik tagja, gróf Károlyi Ferenc birtokainak feljavítása érdekében előbb a megmaradt magyar lakosság mellé kis számú ruszin földművest telepített a Nyírségbe. Az 1750-es évek elején aztán, utazásai során Békés vármegyében találkozott egy bizonyos Petrikovics János nevű szarvasi tót nemessel, akitől megtudta, hogy a vármegyében gazdálkodó nagyszámú földművest gyakorlatilag nem tartja el a terület. Ezek után a gróf úgy döntött, hogy halódó birtokaira Békés vármegyében élő szlovák parasztgazdákat telepít be. Ennek szervezésével a gróf megbízta Petrikovicsot, aki Szarvas, Békéscsaba, Mezőberény és Orosháza evangélikus szlovákjai közül toborzott háromszáz gazdacsaládot, akik 1752-ben ideiglenesen a Nyíregyháza környéki földeken gazdálkodtak, majd 1753 őszén végleg letelepedtek Nyíregyházán és Cserkeszen.
Károlyi Ferenc 1753. május 16-án kelt okiratában az alábbi kedvezményeket biztosította a letelepedőknek:
- szabad vallásgyakorlás;
- a házak felépítéséhez szükséges faanyag;
- a letelepedést követően háromévnyi adómentesség;
- belső autonómia.[3][4]

Közvetlenül a Békés vármegyeiek betelepedése után Károlyi gróf ismét megbízta Petrikovicsot, ezúttal azzal, hogy utazzon el a zólyomi, gömöri, honti és nógrádi evangélikus szlováksághoz, és ott toborozzon további földműveseket. Petrikovics ezt 1754-ben meg is tette, s az ezt követő években nagyszámú középszlovák gazdacsalád telepedett le a Nyírségben. A korábban letelepültekkel együtt felvirágoztatták a Károlyi-birtokok gazdaságát, s ezzel együtt életmódjuk minősége jelentősen javult az addigihoz képest. Annál is inkább így volt ez, minthogy a kor egyik legliberálisabb földesuraként számon tartott Károlyi gróf megfelelő életkörülményeket biztosított számukra. Ennek híre a Nyíregyháza környéki szlovákok származási helyére is eljutott, s az ott élő túlnépesedett evangélikus szlovákság előbb idénymunkák után járva (summások, aratók stb.) kereste fel a vidéket, majd az 1920-as évekig bezárólag lassú, folyamatos betelepüléssel duzzasztotta a nyírségi tótok lélekszámát. Ezt követően a szlovákajkúak migrációja, az egzisztenciális, nyelvi-nemzeti biztonságot nyújtó csehszlovák állam megalakulásával gyakorlatilag megszűnt.
Az 1753-ban betelepített szlovákokat a 18. század elején telepítették le Békés vármegyében, nagy részük korábbi lakhelye Nógrád déli része, illetve Heves vármegye volt, ahová egynéhány évtizeddel azelőtt érkeztek Zólyom és Gömör vármegyékből. Másik részük — elhanyagolható számban — egyenesen e középszlovák területekről érkezett Békés vármegyébe. A zólyomi, gömöri, nógrádi és különösen a Gyetva-vidéki szlovákok településnéprajzi jellegzetességei a lázok, vagyis az erdei tisztásokon, irtásokon létesített szórványtelepülések voltak, amelyeket itt, a Nyírségben is kialakítottak, de csak miután a későbbi betelepülők is megérkeztek, méghozzá nagy számban. A kedvező feltételek következtében összesen 331 szlovák család telepedett le a kijelölt területeken (lásd a lenti táblázatot). Az elsőként Nyíregyházán letelepedő szlovákok be is váltották a hozzájuk fűzött reményeket. Noha a helyi magyar és ruszin lakosság ellenérzéssel viseltetett irántuk, és ennek gyakorta hangot is adtak, a szlovákok rövid időn belül felvirágoztatták a grófi család birtokait. Betelepülésükre jellemző, hogy a többi nemzetiségtől elkülönülve kerestek lakhelyet maguknak, s Nyíregyháza esetében például a várost körülvevő területeket vették művelés alá, és az ezt követő évszázadban egyre bővülő lélekszámban ott is telepedtek le bokortanyáikban. A bokortanyák kialakulása a szlovákság rokonsági elkülönülésének köszönhető, akik összeállva vették birtokukba a határ egy-egy részét, s azon ugarnyomásos, vetésforgós rendszerben gazdálkodtak. A parcellázás hiánya nem kedvezett a különálló szállások építésének, így az egy gazdasági egységben dolgozó rokonok földjük egy részén építették fel szállásaikat. Ez tizenöt-húsz, de akár negyven-ötven szállást is jelenthetett egy bokorban. Itt eredetileg mint tartozéktelepülések funkcionáltak a tanyabokrok, amelyeket tavasztól őszig laktak, s a nagy hidegek után költöztek csak vissza városi lakhelyeikre. A 19. század közepén indult meg a végleges kiköltözés a tanyákra, s ezzel váltak a középszlovák lázokhoz hasonló, törzstelepüléstől független szórványtelepülésekké.
| Családok száma | Származási hely                                             |
| -------------- | ----------------------------------------------------------- |
| 214            | Békéscsaba, Gyula, Mezőberény, Orosháza, Tótkomlós, Szarvas |
| 117            | Borsod, Gömör, Hont, Nógrád, Zólyom vármegye                |

A szlovák betelepítések után Nyíregyháza népessége ismét gyarapodni kezdett, 1754-re a város 80-85%-a szlovák anyanyelvű volt. Ezzel párhuzamosan gazdasága is egyre fejlődött, különösen miután II. József 1786. november 23-án négy vásár megtartására jogosította fel a várost, és mezővárosi rangot adományozott neki. Az ebből származó fellendülésnek köszönhetően 1824-ben a tirpákok örökváltsággal mentesítették magukat a földesúri terhek alól. Időközben a nyíregyházi szlovákság aránya fokozatosan csökkent, 1850-ben a város lakosságának 66,3%-át, 1890-ben 15,5%-át tették ki. Végül a második világháborút követően a Beneš-dekrétumok alapján 4506, magát szlováknak valló tirpák önkéntesen települt át Nyíregyháza környékéről főleg a Lévai járásba, a következő falvakba: Hontfüzesgyarmat, Peszektergenye, Kálna, Garamlök, Kisóvár, Alsószecse, Felsőszecse és Garamszentgyörgy, felvidéki palócokért cserébe.
A két világháború közötti korszak tirpák telepeit Márkus a következőkben határozta meg: Nyíregyháza és környéke (8 ezer), Nagykálló, Újfehértó, Kemecse, Kótaj, Nyírpazony, Gégény, Geszteréd, Nyírszőlős, Oros. A Nyíregyházát körülölelő tanyavilág tirpák tanyabokrai:
- Antalbokor
- Benkőbokor
- Kazárbokor
- Mandabokor
- Rókabokor
- Salamonbokor
- Sulyánbokor
- Tamásbokor
- Vajdabokor
- Verbőczibokor

## Elnevezésük
A tirpák szó a szlovák trpák (többes számban trpáci) magyarosított átvétele. A kutatók egyetértenek abban, hogy eredetileg egyfajta gúnynév lehetett, amely később élét vesztve átment a köztudatba, és vált egy bizonyos népcsoport elnevezésévé. A magyarországi etnikai és táji csoportok elnevezéseiben gyakran találkozni ezzel a jelenséggel, elég ha a matyókra, barkókra, potákra, csángókra stb. gondolunk. Egy másik pontban szintén egyezik a kutatók véleménye, mégpedig abban, hogy eredetileg a Békés vármegyeiek aggatták az elnevezést a Felvidékről érkezett középszlovákokra, amelyet később már az egész nyírségi szlovák lakosságra vonatkoztattak.
Magának a trpák szónak eredetére és jelentésére azonban több magyarázatot is találhatunk. Erdész Sándor a trpák szónak a ’tűrő, szenvedő’ jelentést tulajdonította, amelynek töve a szlovák terpt (’tűr, szenved’) szó lenne. Ezt cáfolták többen is: A magyar nyelv történeti-etimológiai szótára közlése után Németh Zoltán is megerősítette azt az elképzelést, amely szerint a szó két régi cseh szó, a te + prv összetételének, a terv szónak (’csak, majd, most csak’) nyelvjárási változatával, a trpov, trpou szavakkal függ össze. A feltételezések szerint ezt a szót a Nyírségbe érkezett gömöri szlovákok használták a teraz (’most, most csak’) szó helyett, s az ebből népnévképzővel átalakított elnevezéssel illették az így beszélő szlovákokat (trpák, trpáci), illetve nyelvük, a níreďházske nárečie a trpačina elnevezést nyerte el. Márkus ezzel összefüggésbe hozhatóan, de korántsem ilyen alapos etimológiával úgy tartotta, hogy a trpák elnevezéssel a tört, kevert nyelven beszélőket illették, akik egyik nyelven sem beszéltek helyesen, a magyart és a szlovákot egyaránt törték (ún. tótpalócok).

## Néprajzi sajátosságaik és identitásuk
A fentebb leírtak alapján történelmi soron a Békés vármegyei telepesek nevezték tirpákoknak a második hullámban a Nyírségre betelepülő zólyomi, gömöri, honti és nógrádi szlovákokat. Az észak-nógrádi, kishonti és gömöri szlovák falvak lakosságát a szlovák néprajzi kutatás szintén a trpák elnevezéssel illeti. A nyírségi tirpák kultúra kialakulásában azonban a középszlovák elem mellett szintúgy jelentős szerepet játszottak a Békés vármegyeiek, sőt, a helybeli magyar és ruszin lakosság is, tehát a szlovák trpák és a magyar tirpák elkülönítendő egymástól. Németh Zoltán szerint maga a níreďházske nárečie is a valaha elkülönülten élő szlovák, ruszin és esetleg lengyel (!) nemzetiségek nyelvjárásainak alak- és hangtani integrálódása egyetlen sajátos dialektusba, a trpačinába, amelynek szókincsére természetesen a magyar nyelv is hatással volt. Az anyagi kultúra tekintetében a nyírségi tirpák bokortanyák kialakulásában jelentős szerepet játszott a felvidéki, lázas településekből betelepült szlovákság, de a gazdálkodás képét az alföldi területen már korábban nagy gyakorlatra szert tett Békés vármegyeiek alakították ki döntően. Ugyanígy a szellemi kultúrát, a folklóralkotásokat a 20. századig betelepülő, illetve idénymunkára érkező anyaországi szlovákok is gazdagították, de arról is tudunk, hogy szlovák búcsúsok, kereskedők előszeretettel látogattak el nyírségi vidékekre, amely szintúgy a szellemi értékekhez adott egy-egy újabb elemet.
Dacára nyelvük és anyagi kultúrájuk szlovák vonatkozásainak, a tirpák identitás jellemzően sem a magyar, sem a szlovák öntudattal nem azonosul. Ahogy egy tirpák asszony megfogalmazta: „Szóval én nem vagyok szlovák, csak tirpákok közt születtem és úgy tirpák vagyok, úgy mint a többi tirpák.” A nyíregyházi tirpák értelmiség szintén elhatárolja magát mind a magyaroktól, mind a többi szlovák eredetű népcsoporttól. A szlovák nemzettudat helyét tehát átvette a tirpák mi-tudat, s önálló, más etnikai tömbtől független csoportnak tekintik magukat, de emellett tagadhatatlan, hogy a szlovák törzsnemzet részét képezik a nyírségi tirpákok, akik az elmúlt évszázadok során kialakították sajátos nyelvi, szellemi, anyagi kultúrájukat, s ezzel megfelelnek a regionálisan elkülönülő etnikai csoport fogalmának.
A Nyíregyházán született Krúdy Gyula megfogalmazásában:
A város környékéről összegyülekezett nép, az úgynevezett tirpákság… mindig függetlenségi érzelmű… volt. Nem tudott folyékonyan magyarul, a magyar szót a Békés megyéből magával hozott tót idiómával keverte.
A tirpák embereket Dienes István így jellemezte:
A tirpákok középmagas, erős, csontos emberek voltak. A férfiakban a szlávok szívóssága egyesült a magyarok erejével. Asszonyaikon nem látszik a szláv hatás: nem lenhajúak, kékszeműek mint Mikszáth tótjai, inkább barnák, karcsúak, szép termetűek.
Identitásuk megőrzésére különböző programokat szerveznek:
- 2008. június 7-én megjelent az „Orije Suhaj- Tirpák népdalok” című kötet, melynek átadóján felléptek a Tirpák Népzenei Együttes tagjai.[19]
- Morauszki János Fogathajtó Emlékverseny 2008. május 19.[19]
- Nyírség Tirpák Kulturális Egyesület[19]
- Vajdabokori Tirpák Népzenei Együttes[19]
- „Tanya–Utak” című kiállítás a nyíregyházi Városi Galériában 2007 márciusa és júniusa között, ahol bemutatták a bokortanyák életvilágát, a záróesten, ahol a Hajcsák Duó adott elő tirpák népdalokat, a látogatók pedig megkóstolhatták a tradicionális tirpák ételeket.[19]

## Neves tirpákok
- Petrikovics János csizmadia; gróf Károlyi Ferenc hívására ő szervezte meg a tirpák telepeket.
- Morauszki János lótenyésztő
- Jurányi Lajos (1837–1897) botanikus, a Budapesti Tudományegyetem volt tanára[18]
- Vietórisz József (1868–1954), költő, műfordító[18]
- Jozef Markuš (1944–2025)[20] A Matica slovenská volt elnöke (1990–2010)
- Farbaky István (1837–1928) tanszékvezető, a selmecbányai Bányászati és Erdészeti Akadémia igazgatója, feltaláló, országgyűlési képviselő